# Eriphioides ustulata
Eriphioides ustulata là một loài bướm đêm thuộc phân họ Arctiinae, họ Erebidae.